# Aplocheilus panchax
Aplocheilus panchax е вид лъчеперка от семейство Aplocheilidae. Видът не е застрашен от изчезване.

## Разпространение и местообитание
Разпространен е в Бангладеш, Индия, Мианмар, Непал, Пакистан и Шри Ланка.
Обитава сладководни и полусолени басейни. Среща се на дълбочина от 1,2 до 2 m, при температура на водата около 28,9 °C и соленост 32,2 ‰.

## Описание
На дължина достигат до 9 cm.